# قرار مجلس الأمن التابع للأمم المتحدة رقم 1350
قرار مجلس الأمن التابع للأمم المتحدة رقم 1350، المتخذ بالإجماع في 27 نيسان / أبريل 2001، بعد التذكير بالقرارات 808 (1993) و827 (1993) و1166 (1998) و1329 (2000)، أحال المجلس قائمة المرشحين لشغل مناصب قضاة دائمين في المحكمة الجنائية الدولية ليوغوسلافيا السابقة إلى الجمعية العامة للنظر فيها.

كانت قائمة المرشحين الـ 64 التي اقترحها الأمين العام كوفي عنان على النحو التالي: 
- أيدين سيفا أكاي (تركيا)
- كارمن ماريا أرغيباي (الأرجنتين)
- لوسي أسواجبور (الكاميرون)
- جيريمي بادجري باركر (أستراليا)
- تشيفومو باندا (زامبيا)
- روبرتو بيليلي (إيطاليا)
- بيير جي بوتيه (كندا)
- هانز هنريك بريدينشولت (الدنمارك)
- جبريل كامارا (السنغال)
- خواكين مارتن كانيفيل (إسبانيا)
- روميو تي كابولونغ (الفلبين)
- أوسكار سيفيل (بنما)
- إسحاق شيبولو تانتامينى شالي (زامبيا)
- آرثر تشاسكالسون (جنوب أفريقيا)
- مورين هاردينغ كلارك (أيرلندا)
- فاتوماتا ديمبيلي ديارا (مالي)
- جنك ألب دوراك (تركيا)
- مويس إيبونغوي (الكاميرون)
- ماثيو إيبولي (الكاميرون)
- ألبين إيسر (ألمانيا)
- محمد الحبيب الفاسي الفهري (المغرب)
- جون فوستر جالوب (أستراليا)
- جوزيف ناصيف غمرون (لبنان)
- مايكل جروتز (ألمانيا)
- عبد الله محمد حيدرة (مالي)
- كلود هانوتو (فرنسا)
- حسن بوبكر جالو (غامبيا)
- إيفانا جانو (جمهورية التشيك)
- أيكوت كيليتش (تركيا)
- فلافيا لاتانزي (إيطاليا)
- بير جوهان ليندهولم (فنلندا)
- أوجستين ب. لوبيجون (إسبانيا)
- ديادي عيسى مايغا (مالي)
- إيرين تشيروا مامبيليما (زامبيا)
- ديك إف مارتي (سويسرا)
- جين هاميلتون ماثيوز (أستراليا)
- نتيام مينجي زومو (الكاميرون)
- غلام مجديد ميرزا (باكستان)
- أحمد عارف معلم (لبنان)
- مبانزا باتريك مفونغا (زامبيا)
- رافائيل نييتو نافيا (كولومبيا)
- ليوبولد نتاهومباغازي (بوروندي)
- أندريه نتاهومفوكي (بوروندي)
- سيزار بيريرا بورغوس (بنما)
- ماورو بوليتي (إيطاليا)
- فونيمبولانا راسوازاناني (مدغشقر)
- رالف الرياشي (لبنان)
- إنغو ريش (ألمانيا)
- روبرت روث (سويسرا)
- زاكاري روامازا (بوروندي)
- سوراتا بابوكار سميجا - جنة (غامبيا)
- توم فاركوهار شبردسون (أستراليا)
- أمارجيت سينغ (سنغافورة)
- آيلا سونغور (تركيا)
- ألبرتوس هنريكوس جوانز سوارت (هولندا)
- جيورجي زيناسي (هنغاريا)
- أحمد تقي الدين (لبنان)
- تشيكاكو تايا (اليابان)
- كريستر ثيلين (السويد)
- ستيفان ترشسل (سويسرا)
- كريس فان دين وينغيرت (بلجيكا)
- فولوديمير فاسيلينكو (أوكرانيا)
- لال شاند فوهراه (ماليزيا)
- شارون وليامز (كندا)

 وانتُخب 27 قاضيا في وقت لاحق في يونيو 2001 في اجتماع للجمعية العامة للعمل لفترة من 12 يونيو 2001 إلى 11 يونيو 2005.

## روابط خارجية
- نص القرار في undocs.org